# بيلي واترس
بيلي واترس (بالإنجليزية: Billy Waters)‏ (15 أكتوبر 1994 في المملكة المتحدة - ) هو لاعب كرة قدم بريطاني في مركز الهجوم. لعب مع نادي كرو ألكساندرا ونادي تشيلتنهام تاون لكرة القدم.

## وصلات خارجية
- بيلي واترس على موقع قاعدة بيانات كرة القدم.إي يو (الإنجليزية)
- بيلي واترس على موقع Soccerbase.com (لاعب) (الإنجليزية)
- بيلي واترس على موقع Soccerway.com (الإنجليزية)